# Västra Hargs församling

Församlingsvapen.

Västra Hargs församling var en församling i Linköpings stift inom Svenska kyrkan. Församlingen ingick i Folkungabygdens pastorat och låg i Mjölby kommun i Östergötlands län. Församlingen uppgick 2018 i Vifolka församling. 
Församlingskyrka är Västra Hargs kyrka.

## Administrativ historik
Församlingen har medeltida ursprung. 1736 utbröts delar av församlingen till den då nybildade Ulrika församling. Församlingen hade ursprungligen namnet Hargs församling, för att få nuvarande namn åtminstone från mitten av 1700-talet.
Församlingen utgjorde till 1962 ett eget pastorat för att därefter vara moderförsamling i pastoratet Västra Harg, Östra Tollstad och Sya. Från 2002 till 2014 var församlingen annexförsamling i Vifolka pastorat. Från 2014 ingick församlingen i Folkungabygdens pastorat. Församlingen uppgick 2018 i Vifolka församling. 

## Präster

### Kyrkoherdar
| Ämbetstid  | Namn                         | Levnadstid | Övrigt   |
| ---------- | ---------------------------- | ---------- | -------- |
| 1395       | Paulus Erici                 |            | Curatus. |
| 1411       | Niclis                       |            |          |
| 1419       | Ericus Andori                |            | Curatus. |
| 1455       | Sveno Laurentii              |            | Curatus. |
| 1477       | Andreas Karuli               |            | Curatus. |
| 1489–1498  | Franciscus Laurentii         | –1498      | Curatus. |
| 1505–1519  | Henricus Becker              | –1519      | Curatus. |
| 1520–      | Petrus Abrahami              |            |          |
| 1540-talet | Johannes Haraldi             |            |          |
| 1555       | Mats                         |            |          |
| 1558–1560  | Laurentius Hermanni          | –1560      |          |
| 1561–1612  | Johannes Michaelis           | –1612      |          |
| 1614       | Andreas Johannis             | –1614      |          |
| 1615–1641  | Laurentius Benedicti         | 1562–1641  |          |
| 1642–1675  | Haqvinus Matthiæ Neokylander | 1599–1675  |          |
| 1675–1694  | Petrus Haqvini Kylander      | 1645–1694  |          |
| 1696–1714  | Laurentius Petri Hjort       | 1651–1714  |          |
| 1714–1746  | Mathias Hemmingi Schorelius  | 1668–1746  |          |
| 1748–1773  | Johannes Hedman              | 1700–1773  |          |
| 1774–1797  | Johan Magnus Nordvall        | 1725–1797  |          |
| 1797–1798  | Emanuel Petri Regnér         | 1734–1798  |          |
| 1799–1810  | Erik Julius Modeé            | 1741–1810  |          |
| 1811–1833  | Carl Gabriel Borgstedt       | 1757–1833  |          |
| 1834–1843  | Magnus Båmi                  | 1780–1843  |          |
| 1844–1865  | Carl Fredrik Flodman         | 1789–1865  |          |
| 1866–1879  | Fredrik Lejman               | 1805–1879  |          |
| 1879–1898  | Adolf Fredrik Magnus Sondén  | 1840–1898  |          |
| 1898–1918  | Per Gustaf Teodor Winell     | 1848–1918  |          |
| 1919–      | Isak Thomasson               | 1865–      |          |
| 1944–1961  | Carl Erik Svenstedt          | 1908–1997  | [ 7 ]    |
| 1974–1978  | Olle Johansson               | 1923–      | [ 8 ]    |
| 1982–1984  | Gunnar Hallgren              | 1944–      | [ 9 ]    |

### Komministrar
| Ämbetstid | Namn                          | Levnadstid | Övrigt                                          |
| --------- | ----------------------------- | ---------- | ----------------------------------------------- |
| 1634–1639 | Andreas Haquini Kylander      | –1652      | Senare komminister i Oppeby församling.         |
| 1639–1642 | Haqvinus Matthiae Neokylander | 1599–1675  | Senare kyrkoherde i församlingen.               |
| 1664–1668 | Ericus Nicolai Harlinus       | 1639–1699  | Senare kyrkoherde i Östra Tollstads församling. |
| 1673–1677 | Petrus Haqvini Kylander       | 1645–1694  | Senare kyrkoherde i församlingen.               |
| 1691–1697 | Samuel Bränning               | 1660–1738  | Senare komminister i Järstads församling.       |
| 1697–1708 | Isacus Novander               | –1708      |                                                 |
| 1710–1740 | Magnus Bornelius              | 1678–1740  |                                                 |
| 1741–1766 | Samuel Robert Kajerdt         | 1704–1766  |                                                 |
| 1768–1790 | Anders Waenerberg             | 1727–1793  | Senare komminister i Säby församling.           |
| 1790–1792 | Johan Erik Blohm              | 1757–1822  | Senare kyrkoherde i Veta församling.            |
| 1791–1817 | Olof Robert Kajerdt           | 1753–1817  |                                                 |
| 1817-1827 | Lars Leonard Wikblad          | 1781-1827  |                                                 |
| 1827-1855 | Nils Henrik Gottfriedz        | 1785-1855  |                                                 |
| 1858-1859 | Johan Peter Grönqvist         | 1805–1881  | Senare kyrkoherde i Hagebyhöga församling.      |
| 1859-1880 | Johan Gabriel Enroth          | 1802-1880  |                                                 |
| 1882-1899 | Per Gustaf Teodor Winell      | 1848–1918  | Senare kyrkoherde i församlingen.               |
| 1899-1927 | Anders Adolf Juberg           | 1853-1927  |                                                 |

## Klockare och organister[10]
| Ämbetstid | Namn                     | Levnadstid | Kommentarer                                    |
| --------- | ------------------------ | ---------- | ---------------------------------------------- |
| 1721–1722 | Hans                     |            | Klockare                                       |
| 1740–1771 | Lars Månsson             |            | Klockare                                       |
| 1784      | Peter Wistrand           |            | Klockare                                       |
| 1785–1789 | Bergstedt                |            | Klockare                                       |
| 1791      | Sandberg                 |            | Klockare                                       |
| 1793–1805 | Johan Bergstedt          | –1805      |                                                |
|           | Peter Berglund           |            |                                                |
| 1809–1831 | Sven Brinkman            | 1781–1831  | Klockare                                       |
|           | Gustaf Tollstam          | 1807–      | Vikarie                                        |
| 1833–1838 | Carl Johansson Lindqvist | 1806–      | Klockare och organist                          |
| 1838–1892 | Anders Adell             | 1816–1894  | Klockare och organist. Även lärare (1843–1871) |
| 1893–1924 | Eva Karlholm             | 1868–1945  | Organist och klockare                          |
| 1924–1926 | Jonn Lambert             |            |                                                |
| 1926–1968 | Folke Petersson          | 1903–1984  | Klockare                                       |